# Sant Cosme i Sant Damià de Monnars
Sant Cosme i Sant Damià de Monnars és una església de Tarragona protegida com a Bé Cultural d'Interès Local.

## Descripció
Antiga església del poble de Monnars. Presenta una porta d'arc de mig punt, teulada a doble vessant i campanar en espadanya. Per la seva tipologia és possible que es tracti d'un edifici d'època medieval, reformat després.